# 616 Elly
A 616 Elly egy a Naprendszer kisbolygói közül, amit August Kopff fedezett fel 1906. október 17-én.